# Peter Schnupp
Peter Schnupp  (* 7. Dezember 1934 in Wiesbaden) ist ein deutscher Informatiker und einer der Gründer von Softlab.

## Leben
Schnupp arbeitete als promovierter Physiker (Promotion Universität München 1962) am Max-Planck-Institut für Physik und Astrophysik in München, bevor er 1971 in München mit Klaus Neugebauer und Gerhard Heldmann Softlab gründete. Die Firma war ein Vorreiter strukturierter Programmierung und rationaler Softwareentwicklung in Deutschland.
1981 gründete er die InterFace GmbH in München; er war außerdem freier Unternehmensberater im Bereich Software (Vereidigter Sachverständiger bei der IHK Passau). Er ist Autor von Fachbüchern zu Themen der Informatik wie Expertensystemen und Prolog und eines frühen deutschen Lehrbuchs über Rechnernetze (und den Internet-Vorläufer DARPA-Net) von 1978.
Er entwickelte u. a. die automatische Telexauskunft für die Deutsche Bundespost (ab 1972 in Betrieb), das frühe interaktive Work Flow Betriebssystem Halord, die Beteiligung am Hauptprodukt von Softlab PET/Maestro (in der Anfangsentwicklung mit Harald Wieler), das interaktive Textsystem HIT für Unix-Rechner und Xtext (ein Textsystem für das X Window System, z. B. bei BMW eingesetzt für vollautomatische Erstellung von Testberichten im Karosseriebau) und die Prolog-Implementierung IF-Prolog.
Seit Anfang der 1970er Jahre war er Vorsitzender der deutschen Sektion der Association for Computing Machinery.

## Publikationen
- Systemprogrammierung, de Gruyter 1975
- Rechnernetze: Entwurf und Realisierung, de Gruyter, 1978, 2. Auflage 1982
- Expertensysteme, Oldenbourg 1986
- Expertensysteme – nicht nur für Informatiker, Springer 1986
- Prolog: Einführung in die Programmierpraxis, Hanser 1986
- Unix – programmieren mit Kommandos : Einführung in den praktischen Gebrauch, Oldenbourg 1985
- mit Lawrence Bernhard:  Productive prolog programming, Prentice-Hall 1987
- mit Nguyen Huu Chau Thuy: Expertensystem-Praktikum, Springer 1987
- mit Nguyen Huu Chau Thuy: Wissensverarbeitung und Expertensysteme, Handbuch der Informatik (Albert Endres Hrsg.), Oldenbourg 1989
- Herausgeber:  Moderne Programmiersprachen : Programmiersprachen jenseits von Algol und Cobol: awk, C++, CASE, Korn-Shell, Lisp, Objective-C, Prolog, ProMac, REXX, Smalltalk, SQL, Oldenbourg 1991
- Von C zu C : problemlos portieren, Hanser 1990
- Hypertext,  Handbuch der Informatik, Band 10.1,  München: Oldenbourg, 1992